# Colección Arqueológica de Ereso
La Colección Arqueológica de Ereso es una colección o museo de Grecia ubicada en la localidad de Skala Eresú de la isla de Lesbos. Contiene objetos relacionados con la antigua ciudad de Ereso.
Hasta la década de 1960 la albergaba la Escuela de Agricultura de Ereso. La colección fue trasladada a un edificio de nueva construcción ubicado junto al sitio arqueológico de la basílica de Agios Andreas que tuvo que cerrar por motivos de seguridad en el año 2000 aunque sigue funcionando como área de almacenamiento de objetos arqueológicos. Desde 2011, la sede de la exposición de la colección es el edificio municipal de una antigua escuela que también había albergado el museo del folclore. 
Esta colección se divide en varias secciones. Una de ella está centrada en las prácticas de culto religioso y contiene objetos como relieves votivos, obras escultóricas de dioses y héroes —entre ellas, una rara estatua de Cibeles— y ofrendas votivas. También es destacable una inscripción sobre normas para el acceso a un santuario. 
Otra está dedicada a los usos funerarios, donde se hallan sarcófagos, estelas funerarias y ajuares funerarios. La tercera expone  objetos relacionados con la vida cotidiana en la Antigüedad, como piezas de cerámica cuya cronología más antigua es de la Edad del Bronce tardía. Otra está dedicada a la vida pública de la ciudad que incluye inscripciones epigráficas. Además, hay un área al aire libre donde se hallan elementos arquitectónicos, sarcófagos, relieves, pedestales, inscripciones, altares y un mosaico.